# Thomas Rook
Thomas Rook (Newmarket, 1836 – San Rossore, 9 settembre 1897) è stato un fantino britannico.

## Biografia
Giunse in Italia nel 1855 come primo fantino della scuderia di Vittorio Emanuele II, allora collocata a Venaria Reale, vicino a Torino. Quando il re vendette in blocco i suoi cavalli ad un tal Giovanni Ferrero, il Rook ne rimase il trainer, portando la sua già ricca esperienza alla nuova scuderia di Barbaricina, quartiere della periferia di Pisa.
Trasferitosi in Toscana, si occupò dei cavalli dei più importanti proprietari dell'epoca: il conte de Larderel, il principe di Ottajano, il duca di Marino o la Razza di Sansalvà. Ebbe anche una sua scuderia, dai colori biancoverdi: una sua puledra, di nome Andreina, vinse il primo Derby italiano di galoppo il 19 aprile del 1884.
Fondatore di una vera e propria "dinastia" di fantini, trasmise la sua passione ai quattro figli maschi Henry, Thomas jr., John e Albert. Quest'ultimo, in sella al cavallo Goldoni di proprietà dei Rook, portò alla scuderia di famiglia una nuova vittoria nell'ambitissimo Derby del 1896, ricavando un montepremi ineguagliato fino al 1933.
Thomas Rook morì nel 1897 all'età di 61 anni, colto da apoplessia mentre cavalcava alla volta della Sterpaia di San Rossore. Alla sua memoria è stata intitolata una delle strade principali del quartiere pisano di Barbaricina, che il fantino inglese contribuì a trasformare nel "paese dei cavalli".
Gli è stato intitolato anche un omonimo gran premio, una corsa di prestigio che è diventata una competizione classica che vede cimentarsi nel mese di Marzo, a San Rossore, i migliori cavalli maschi di tre anni.
Prova gemella per le femmine di tre anni, che si tiene lo stesso giorno della prova per maschi, è intitolata ad Andreina.
Sempre a San Rossore, al cavallo Goldoni è stata intitolata una prestigiosa prova ad handicap per cavalli di due anni.